# Adolf Wiklund i Brattfors
Adolf Wiklund (i riksdagen kallad Wiklund i Brattfors), född 9 januari 1859 i Nordmaling, död där 27 mars 1941, var en svensk lantbrukare och politiker (liberal till 1914, sedan högerman). 
Adolf Wiklund, som kom från en bondesläkt, var lantbrukare i Brattfors i Nordmaling, där han också hade kommunala uppdrag och var häradsdomare från 1920. Han var ledamot i Västerbottens läns landsting 1890-1938, från 1929 som landstingets ordförande.
Han var riksdagsledamot i andra kammaren 1894-1932, åren 1894-1911 för Nordmalings och Bjurholms samt Degerfors tingslags valkrets, 1912-1921 för Västerbottens läns södra valkrets och 1922-1932 för Västerbottens läns valkrets. I riksdagen anslöt han sig 1894 till det frihandelsvänliga Gamla lantmannapartiet och följde med till det återförenade Lantmannapartiet 1895, men år 1906 övergick han till Frisinnade landsföreningens riksdagsgrupp Liberala samlingspartiet. Inför extravalet 1914 bröt han dock med de frisinnade och övergick till Frisinnade försvarsvänner, och anslöt sig därefter 1915 till Lantmanna- och borgarepartiet. 
I riksdagen var han bland annat ledamot i statsutskottet 1906-1917 samt 1919-1932. Han var särskilt engagerad i landsbygdsfrågor och anlitades också i ett antal statliga utredningar.